# Antoni Ejsmond
Antoni Ejsmond (ur. 3 listopada 1850 w Skrzynnie, zm. 27 marca 1916 w Izmaile) – botanik, syn Piotra i Elżbiety z Trybulskich.

## Życiorys
Urodził się w Skrzynnie 3 listopada 1850 roku. Był synem Piotra Ejsmonda (właściciela dóbr Krogulcza Mokra, w powiecie radomskim i Lisów, w ówczesnym powiecie stupnickim) i Elżbiety z Trybulskich.
Wychowywał się w domu rodzinnym w Skrzynnie pod numerem 8. Był najstarszym dzieckiem Piotra, a także najstarszym przedstawicielem rodu w trzeciej generacji Ejsmondów skrzynienieckich. Gimnazjum ukończył w 1870 w Radomiu. Następnie wyjechał do Warszawy, gdzie wstąpił na Uniwersytet Warszawski, który na Wydziale Przyrodniczym, ukończył w 1876 roku ze stopniem kandydata nauk przyrodniczych. W latach 1876–1886 uczył przyrody w szkołach prywatnych, a także w Realnej Szkole Rządowej. Już w trakcie studiów odbywał wyprawy w tereny mało zbadane przez przyrodników. Początkowo terenem jego badań było rodzime opoczyńskie, które opisał pod względem florystycznym w „Pamiętniku Fizjograficznym” (rocznik V – 1885). Kolejno zbadał i opisał florę powiatów płońskiego, sierpeckiego, rypińskiego i mławskiego, aż po okolice Supraśli, w białostockiem. Wspólnie z Karolem Drymmerem i Franciszkiem Błońskim wziął udział w pierwszym sezonie badań flory Puszczy Białowieskiej. Razem z K. Drymmerem ogłosił pierwszy spis roślin, będący pokłosiem tej wyprawy. Zapewne pod wpływem brata – Józefa zainteresował się też chorobami roślin, czego efektem był wyjazd do Besarabii, gdzie został zaangażowany jako ekspert do walki ze szkodnikami roślin, przede wszystkim z filokserą. W latach 1907–1911 pracował jako nauczyciel przyrody w gimnazjum w Izmaile. Tam też ogłosił przyczynek do flory Besarabii. Zmarł w Izmaile 27 marca 1916

## Rodzina
Ożenił się w 1881 roku z Marianną Kazimierą Jaroszewską (ur. 1861), córką Tomasza, byłego właściciela ziemskiego i Heleny z Marchockich, z którą miał córkę Ewelinę (1882–1927), żonę Ryszarda Minchejmera (1875–1934), syna Adama – kompozytora. Był bratem stryjecznym Franciszka Teodora Ejsmonda (1859–1931), znanego malarza. Jego młodszym bratem był Józef Ejsmond, biolog. Jego siostrzeniec Franciszek Nodzyński (syn Ferdynanda Nodzyńskiego i Walerii z Ejsmondów) został zamordowany w Katyniu. Miał jeszcze braci Feliksa, właściciela Lisowa, Szczepana, sędziego włoszczowskiego, posesjonata Dobromyśla, i najmłodszego z rodzeństwa Wawrzyńca, piwowara, który osiedlił się w Warszawie.